# 고양이를 부탁해
《"고양이를 부탁해"》는 2001년 10월 30일에 개봉한 대한민국의 영화 작품이다. 정재은이 각본과 감독을 맡았으며, 배두나(태희 역), 이요원(혜주 역), 옥지영(지영 역), 이은실, 이은주(비류·온조 쌍둥이 역)가 출연했다. 인천 지역의 한 여자 상고를 졸업한 다섯 명의 동창생들이 각자의 방식으로 세상을 알아가는 과정을 그리고 있다. 영화의 제목은 지영이 처음으로 주워 와 키우기 시작한 고양이가 각자 주인공들의 사정으로 다른 친구들이 번갈아 맡아 기르는 상황을 뜻한다.
저예산으로 제작되었으나, 2001년 한국 영화계를 특징지은 영화들 중 하나로 평가하기도 한다. 영화 평론가들의 극찬을 받았으나, 대규모 배급망을 타지 못하는 등의 이유로 개봉 실적이 좋지 않아 초기에 극장에서 내려질 위기에 처한 적이 있다. 그러나 비슷한 시기에 개봉되었던 "와이키키 브라더스", "라이방", "나비"와 함께 앞글자를 따서 "와나라고"로 묶여져 '와나라고 살리기 운동'이 일어나 좀 더 오랫동안 영화관에 걸릴 수 있었다.
정재은 감독은 이 영화로 MBC 영화상 신인감독상을, 배두나는 백상예술대상에서 여자 최우수연기상을, 이요원은 청룡영화상에서 신인여우상을 수상하였다.
2021년 10월 13일, 4K로 리마스터링되어 20년 만에 재개봉하였다.

## 줄거리
태희(배두나), 혜주(이요원), 지영(옥지영), 중국계 화교 후손 쌍둥이 자매 비류(이은실)와 온조(이은주)는 인천의 어느 여자 상업고등학교를 졸업한 다섯 친구이기도 하다. 서울로 이사한 혜주는 커리어우먼의 폼나는 삶을 살고 싶어하지만 고졸 여사원으로 소모적 일상에 지쳐가고, 무기력한 조부모와 가난을 짊어진 지영은 길 잃은 고양이 티티에게서 위안을 얻는다. 가족으로부터 겉도는 태희는 소원해진 다섯 친구들을 다시 모으려 애쓴다. 다섯 소녀가 오랜만의 밤샘 모임을 가진 밤, 지영의 집은 무너지게 된다.

## 출연
주연
- 배두나 - 유태희[주 1] 역
- 이요원 - 신혜주[주 2] 역

조연
- 옥지영 - 옥지영[주 3] 역
- 이은실 - 서비류[주 4] 역
- 이은주 - 서온조[주 5] 역

단역
- 서은정 - 서은정[주 6] 역

## 수상
- 2001년 제6회 부산국제영화제 아시아영화진흥기구(NETPAC)상 - 고양이를 부탁해[8]
- 2001년 제6회 부산국제영화제 뉴커런츠부문 스페셜 멘션 - 고양이를 부탁해
- 2001년 제22회 청룡영화상 신인여우상 - 이요원
- 2001년 제9회 춘사영화상 심사위원특별상 - 정재은
- 2001년 제4회 디렉터스 컷 시상식 올해의 신인감독상 - 정재은
- 2001년 여성영화인의 밤 여성영화인상 - 정재은[9]
- 2001년 여성영화인의 밤 연기상 - 배두나
- 2002년 제1회 MBC 영화상 신인감독상 - 정재은
- 2002년 제38회 백상예술대상 여자최우수연기상 - 배두나
- 2002년 제38회 백상예술대상 여자신인연기상 - 이요원

## 같이 보기
- 2001년 대한민국의 영화 목록

### 참조
1. ↑  유재혁 기자 (2001년 10월 4일). “젊은날의 방황 代案은 어디에... .. '고양이를 부탁해'”. 한국경제.[깨진 링크(과거 내용 찾기)]
2. ↑  “인터뷰 '고양이를 부탁해' 정재은 감독”. 한국일보. 2001년 10월 8일.[깨진 링크(과거 내용 찾기)]
3. ↑  김성수 특파원 (2002년 4월 22일). “"한국에서 온 매혹적 고양이"<WP>”. 연합뉴스.
4. ↑  윤자경 (2001년 11월 20일). “영화계 '와.라.나.고 살리기' 운동 확산”. 매일경제.[깨진 링크(과거 내용 찾기)]
5. ↑  “연예가 '고양이를 부탁해' 재상영”. 한국일보. 2001년 11월 22일.[깨진 링크(과거 내용 찾기)]
6. ↑  박은주 기자 (2002년 3월 13일). “백상예술대상 영화 최우수여자연기상 배두나 신인 이요원”. 한국일보.[깨진 링크(과거 내용 찾기)]
7. ↑  “(씨네21 리뷰) 고양이를 부탁해”. 씨네21. 2001년 10월 9일.
8. ↑  박창수 기자 (2001년 11월 17일). “제6회 부산국제영화제 폐막”. 연합뉴스.[깨진 링크(과거 내용 찾기)]
9. ↑  “‘고양이를…’ 정재은 감독 올해의 여성영화인상 수상”. 국민일보. 2001년 12월 19일.[깨진 링크(과거 내용 찾기)]

### 내용
1. ↑  2000년 인천 소재 모 여자상업고등학교 졸업 출신.
2. ↑  유태희의 인천 소재 모 여자상업고등학교 졸업 동기 동창이다.
3. ↑  유태희의 인천 소재 모 여자상업고등학교 졸업 동기 동창이다.
4. ↑  유태희의 인천 소재 모 여자상업고등학교 졸업 동기 동창이다(서온조의 쌍둥이 언니로, 중국계 화교의 후손 출신.).
5. ↑  유태희의 인천 소재 모 여자상업고등학교 졸업 동기 동창이다(서비류의 쌍둥이 누이동생으로, 중국계 화교의 후손 출신.).
6. ↑  유태희의 서울 직장 시절 3년 선배였던 동료 여사원으로, 서은정도 유태희처럼 여자상업고등학교 고졸 출신인데, 단 서은정은 1997년 경기도 수원 소재 모 여자상업고등학교 졸업 출신이다.